# Jowo Shakyamuni

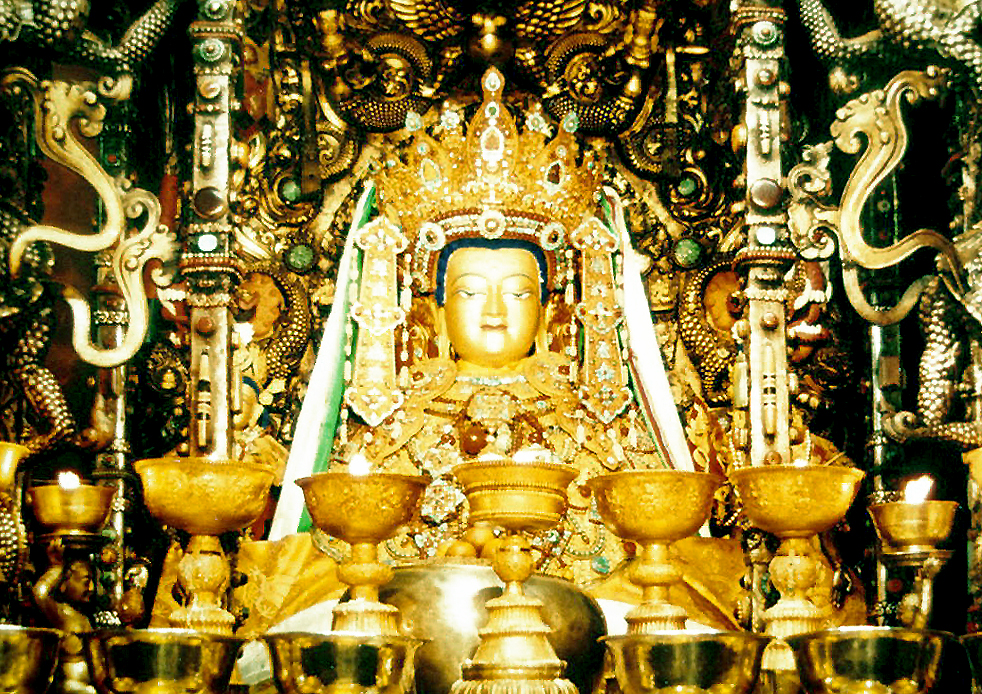
De Jowo Shakyamuni in 1999

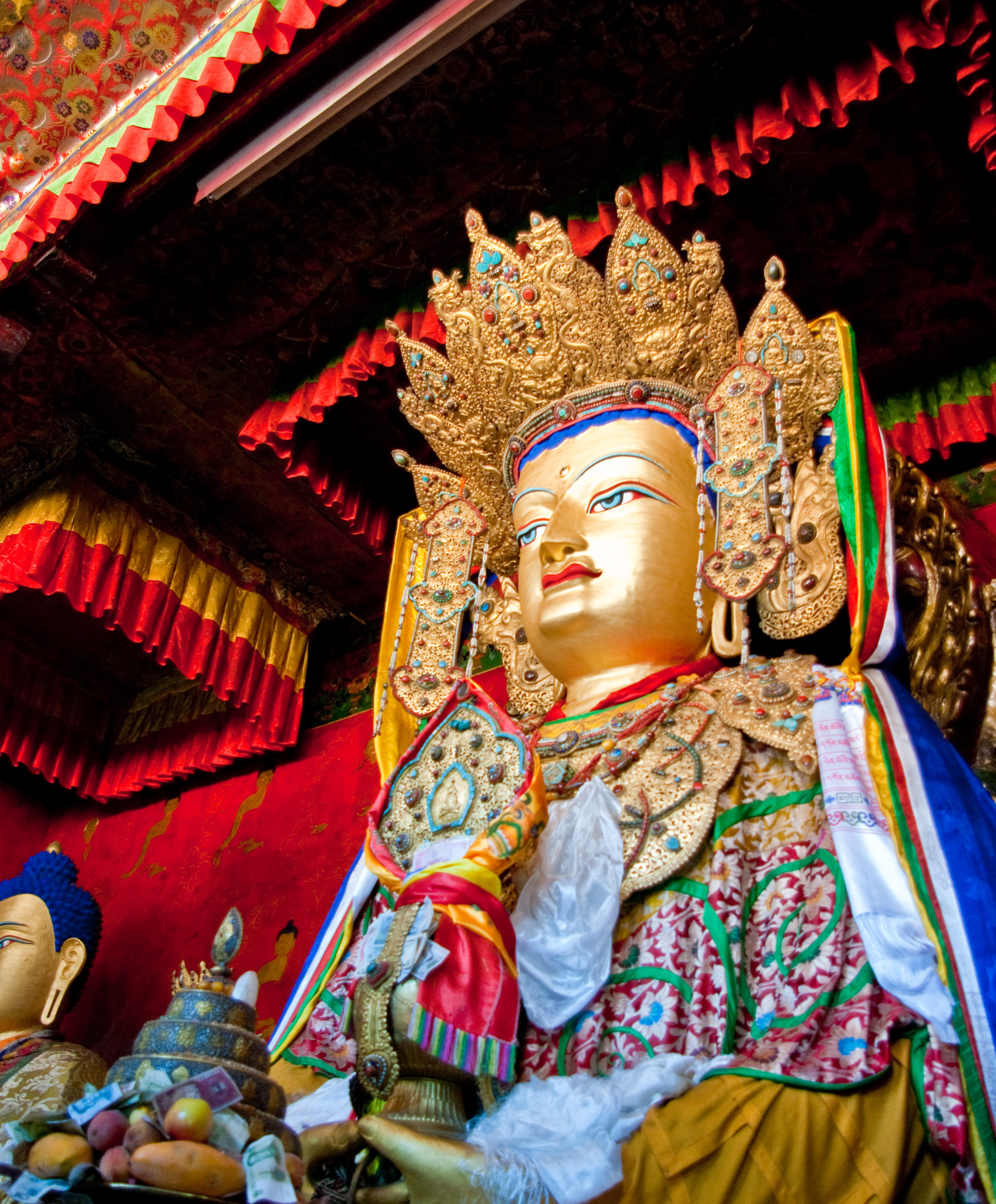
Jowo in de Ramoche.

De Jowo Shakyamuni of Jowo Rinpoche is het meest vereerde en heiligste voorwerp in het Tibetaans boeddhisme. Het is een standbeeld dat verondersteld wordt Gautama Boeddha uit te beelden op de leeftijd van 12 jaar. (Een Jowo is meer in het algemeen een afbeelding van de historische Boedhha op jongere leeftijd.) Het standbeeld is aanwezig in de Jokhang in de buurt Barkhor in Lhasa. Het is al eeuwen de belangrijkste bestemming voor pelgrims in Tibet. In de devotie van de gelovigen wordt de Jowo  Śākyamuni getransformeerd tot een reële Boeddha.
Er is daarnaast een tweede Jowo in Lhasa aanwezig, de Jowo Mikyö Dorje in de Ramochetempel. Dat is een standbeeld dat Gautama Boeddha uitbeeldt op de leeftijd van acht jaar.

## Een Pan-Aziatisch verhaal
Er zijn in heel boeddhistisch Azië verhalen over de creatie van het zogenaamd eerste standbeeld van de historische Boeddha. De basisstructuur daarvan begint met een koning Presanajit van Kosala die de grote wens had het gezicht van de Boeddha te zien terwijl hij in de hemel de Dharma onderwees aan zijn moeder. De koning zond dan ook de kunstenaar Visvakarman naar de hemel met het doel een afbeelding te maken, dat resulteerde in twee standbeelden, de Jowo Śākyamuni en de Jowo Mikyö Dorje. De Boeddha zegende de standbeelden. Hij zou de standbeelden niet alleen als beeld van hem bedoeld hebben, maar ook als vertegenwoordigers en gezanten van hem voordat hij definitief het Parinirvana bereikte,
In een Tibetaanse versie van het verhaal vindt dan een uitwisseling van geschenken plaats tussen een Indiase en Chinese vorst. De Indiase vorst ontvangt van de Chinese vorst een uitzonderlijke stof, gemaakt door Dhakini's, vrouwelijke godheden in het boeddhisme. De Indiase vorst schenkt de Jowo Śākyamuni aan de Chinese vorst. Uiteindelijk werd het het standbeeld het eigendom van de keizers van de Chinese Tang-dynastie.

## In de klassieke Tibetaanse geschiedschrijving

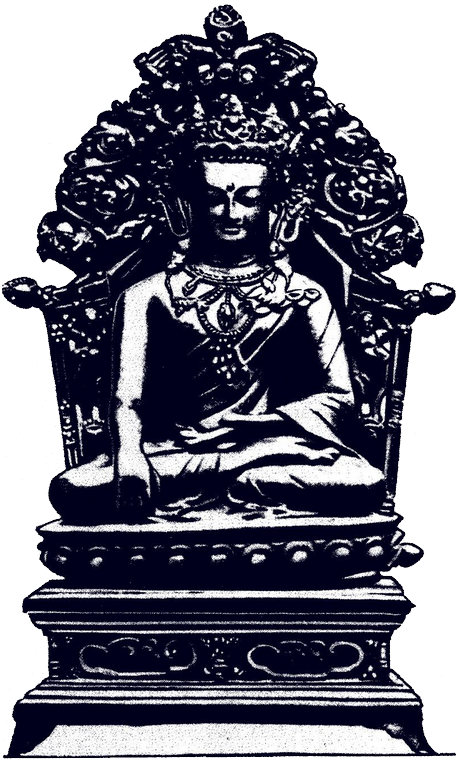
De Jowo Shakyamuni in 1900, foto van Gombojab Tsybikov

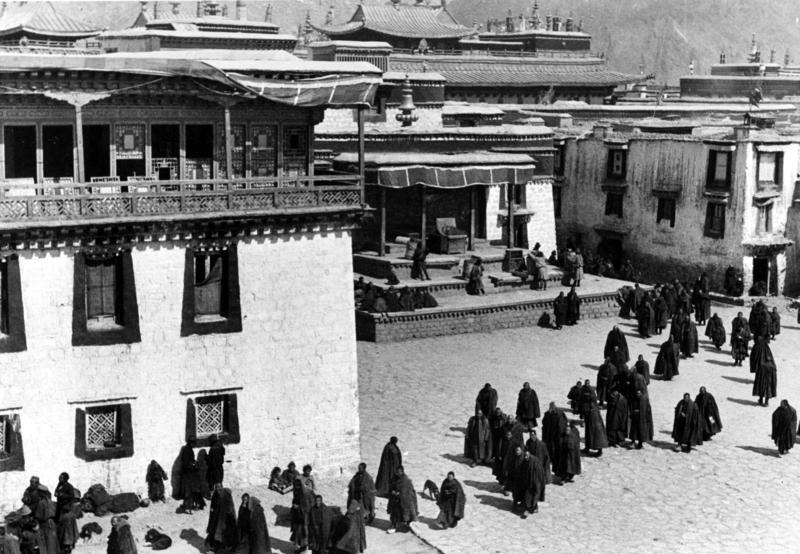
De Jokhang in 1938

In die geschiedschrijving neemt de Tibetaanse koning Songtsen Gampo (605 -650) in 637 de Nepalese prinses Bhrikuti tot een van zijn meerdere vrouwen. In 641 gebeurt dat ook met de Chinese prinses Wencheng. In de Tibetaanse geschiedschrijving is Wengcheng een dochter van de Chinese keizer Taizong van de Tang-dynastie. Beide vrouwen zijn boeddhist. Bhrikuti neemt als onderdeel van haar bruidsschat de Jowo Mikyö Dorje mee. Wengcheng neemt de Jowo  Śākyamuni mee. Songtsen Gampo laat voor zijn beide vrouwen een kapel bouwen, die later uitgebouwd werd tot de Jokhang alsmede de Ramoche. Het standbeeld van de Jowo Rinpoche wordt geplaatst in de Ramoche. Het standbeeld van de Jowo Mikyö Dorje in de Jokhang.
In de meeste klassieke Tibetaanse bronnen vindt er na enige tijd een verwisseling van de beide standbeelden plaats. Het aanzienlijk belangrijker geachte beeld van de Jowo Śākyamuni
wordt vanuit de Ramoche verplaatst naar de Jokhang. Diverse Tibetaanse bronnen plaatsen dat nog in de tijd van Songtsen Gampo zelf, maar ook wel in de achtste als in de negende eeuw.
Steeds is echter een bedreiging van het standbeeld en een bedreiging van het boeddhisme in Tibet zelf het leidende motief voor het verbergen dan wel verplaatsen van het beeld.
Uit de Tibetaanse literatuur  wordt duidelijk, dat de Jowo Śākyamuni als buitengewoon werd beschouwd, want het beeld was de focus van zowel boeddhistische als antiboeddhistische, Tibetaanse als antiTibetaanse activiteiten. Enkele thema's keren in de vele verhalen over de Jowo Śākyamuni steeds terug. Interne Tibetaanse bedreigingen van het boeddhisme; externe bedreigingen van het Tibetaanse rijk, dat bezig was het boeddhisme te assimileren en bovennatuurlijke krachten van de Jowo zelf. In de verhalen wordt de Jowo vele malen verplaatst en verborgen.
In een van de bronnen proberen Tibetaanse antiboeddhistische krachten het beeld weer naar India terug te brengen. Het beeld werd echter zo zwaar, dat het niet meer te transporteren was. Noodgedwongen werd het achtergelaten op een vlakte nabij Lhasa, waarna het weer wist terug te keren. In het verhaal wordt de Indiase herkomst van het beeld bevestigd alsmede zijn bovennatuurlijke krachten.
In veel van die bronnen speelt een tweede Chinese prinses in Tibet, Jingcheng (overleden 739) een rol. In die bronnen was de Jowo Śākyamuni in de periode van Songtsen Gampo verborgen en het bestaan daarvan daarna  geheel vergeten. Jingcheng zou verantwoordelijk zijn voor de overplaatsing van het beeld van de Ramoche naar de Jokhang. Er is echter ook een versie van een Tibetaanse bron, die de Jowo Śākyamuni nog bij de aankomst van de Indiase leraar Atisha in Lhasa in 1042 in de Ramoche situeert.
Tsongkhapa, de geestelijk vader van het gedachtegoed van de gelugtraditie in het Tibetaans boeddhisme zou in 1409 bij de gelegenheid van de eerste viering van de Mönlam, het Grote Gebedsfestival, de Jowo Śākyamuni voorzien hebben van een kroon en andere ornamenten. Latere Tibetaanse historici hebben die ingreep altijd verdedigd. Hun stelling was, dat Tsongkhapa hiermee de iconografie van het beeld wijzigde van een boeddha in de verschijningsvorm nirmanakaya naar een meer correct geachte  verschijningsvorm van sambhogakaya . Het is echter volstrekt onzeker of het beeld voor die periode wel of niet een kroon moet hebben gehad. Het zou dus ook alleen om een van de vele restauraties van het beeld kunnen hebben gehandeld

## Tibetologisch onderzoek

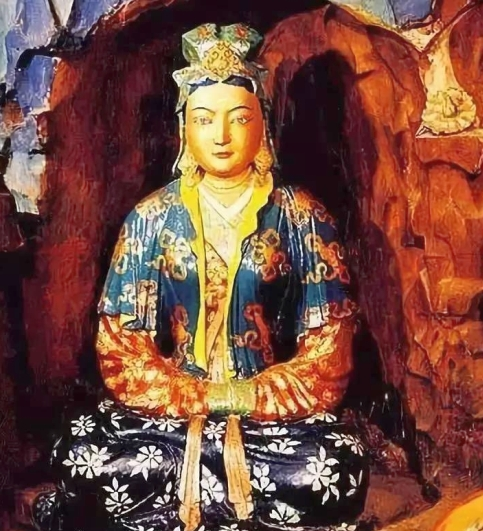
Beeld van Wencheng

De eerste keer dat – zonder de naam te benoemen – een standbeeld van een in Lhasa aanwezige  Jowo wordt vermeld is in een versie van de elfde eeuw van het Testament van Ba. De eerste keer dat de Jowo Śākyamuni met naam wordt vermeld en beschreven is in het zogenaamde Pilaar-Testament ( in de Engelse vakliteratuur meestal The Vase-shaped Pillar Testament genoemd). Een wat verkorte beschrijving daaruit wordt ook teruggevonden in de Mani kabum. In die twee documenten wordt ook voor het eerst de herkomst van het beeld en de wijze waarop het in Tibet terechtkwam beschreven. In de klassieke Tibetaanse geschiedschrijving is Songtsen Gampo zelf de auteur van de laatste twee geschriften. De koning zou de documenten als terma verborgen hebben, zodat die later herontdekt zouden kunnen worden. Feitelijk dateren beide documenten uit het eind van de elfde eeuw en zijn er in de eeuwen daarna nog aanvullingen gedaan.
Het verhaal in de klassieke Tibetaanse geschiedschrijving is ten aanzien van een groot aantal andere aspecten in strijd met de resultaten van onderzoek uit de twintigste en eenentwintigste eeuw. Er is op zijn minst ernstige twijfel aan het historisch bestaan van de Nepalese prinses Bhrikuti. Onderzoek heeft aangetoond dat de Chinese prinses Wencheng een van de vrouwen werd van de Tibetaanse kroonprins Gungri Gungtsen (628 – 647). Pas na zijn dood nam Songtsen Gampo Wengcheng als een van zijn meerdere vrouwen. In de Tibetaanse annalen wordt voor het jaar 649/650 het overlijden van Songtsen Gampo gemeld met onder meer de mededeling dat hij de laatste drie jaar met Wencheng had gecohabiteerd. Wengcheng was ook zeker niet de dochter van de Chinese keizer Taizong. Zij was afkomstig uit een minder belangrijke zijtak van de keizerlijke familie. Het onderzoek geeft reden om aan te nemen dat haar persoonlijke invloed in Tibet uiterst gering was.
Het klassieke verhaal dat de Jowo Śākyamuni zeer kort na zijn aankomst in 641 eerst een plaats vond in de Ramochetempel is in strijd met onderzoek dat aangeeft dat die tempel pas in de achtste eeuw in de periode van de tweede Chinese prinses in Tibet, Jingcheng, moet zijn gebouwd.
Er is strikt historisch geen enkele bron voor de aanwezigheid van de Jowo Śākyamuni in Lhasa in de periode van voor het eind van de elfde eeuw.
De Jokhang is in de loop van de eeuwen vele malen ernstig beschadigd geweest door onder meer brand en oorlogshandelingen. Daarbij is ook vaak ernstige schade toegebracht aan de daar aanwezige kunstvoorwerpen. Een periode van zeer grote vernielingen heeft plaatsgevonden tijdens de bezetting van Tibet door de Mongoolse stam van de Dzjoengaren in 1717-1720. Een aantal tibetologen waaronder Giuseppe Tucci (1894 - 1984) meent op basis van een Tibetaanse bron uit de achttiende eeuw te kunnen concluderen, dat de Jowo Śākyamuni toen geheel vernietigd werd en vervangen door een replica.
Een aantal andere tibetologen hebben het vermoeden uitgesproken dat de Jowo Śākyamuni
tijdens de Culturele Revolutie werd vernietigd en voor de heropening van de Jokhang eveneens vervangen werd door een replica.